# Malcolm Fraser
John Malcolm Fraser (Toorak, 21 maggio 1930 – Melbourne, 20 marzo 2015) è stato un politico australiano, 22º primo ministro del Commonwealth dell'Australia dal 1975 al 1983. Salito al potere durante la crisi costituzionale del 1975, dopo due riconferme fu sconfitto dal leader laburista Bob Hawke nel 1983 e concluse la sua carriera politica rompendo ogni rapporto con il suo partito.

## L'ascesa alla leadership
Nato a Toorak, un sobborgo di Melbourne, ha vissuto in una proprietà vicino a Deniliquin nella parte occidentale del Nuovo Galles del Sud. Fraser era il figlio di Neville Fraser, un ricco allevatore di bestiame. Sua madre, Una Woolf, era ebrea per parte di padre ma Fraser ha sempre dichiarato di non essere mai stato influenzato dalle sue origini ebraiche. I Frasers hanno un pedigree politico di tutto rispetto: suo nonno, Simon Fraser, è stato eletto al parlamento statale di Vittoria e più tardi nel Senato federale. Fraser è stato educato a Glamorgan oggi parte del liceo di Geelong, e nel 1952 si è laureato in politica ed economia all'Università di Oxford.
Nel 1954 Fraser si candida per il partito liberale al seggio di Wannon, nel distretto occidentale di Vittoria venendo sconfitto per 17 voti. L'anno seguente riesce a conquistare il seggio con una maggioranza di cinquemila voti, divenendo il più giovane membro del parlamento australiano, ed ha continuato a rappresentare Wannon sino al suo ritiro dalla vita politica e parlamentare. Nel 1956 Fraser sposa Tamara Beggs, figlia di un'allevatone di bestiame. La coppia ha avuto quattro figli. Pur professando un disinteresse per la politica, Tamara Fraser ha discretamente influenzato le scelte del marito.
Inizialmente Fraser occupa l'estrema ala destra del suo partito, e forse per questo ha dovuto attendere a lungo un ministero significativo. Finalmente nel 1966 il premier Harold Holt lo nomina ministro dell'Esercito; nel Governo Gorton ricopre il dicastero dell'Educazione, delle Arti e delle Scienze e nel 1968 conquista il ministero della Difesa nel pieno dell'intervento australiano nella guerra del Vietnam e delle proteste contro essa.
Nel marzo del 1971 Fraser si dimette per protestare contro le ripetute interferenze del premier Gorton nelle sue prerogative ministeriali. Questo suo gesto causò le dimissioni di Gorton ed il suo rimpiazzamento con William McMahon. Nel governo McMahon, Fraser torna a ricoprire la carica di Ministro dell'Educazione e delle Scienze. Quando nel 1972, dopo 23 anni ininterrotti di governo i liberali sono sconfitti dai laburisti, Fraser diventa un'autorevole membro dell'opposizione liberale guidata da Billy Snedden.
Fraser si convince presto che Snedden è un leader debole, e la sconfitta elettorale del 1974 rafforza la sua opinione. Nel marzo del 1975 conquista la leadership liberale divenendo il capo dell'opposizione al governo Whitlam. Fraser non esita ad usare la maggioranza conservatrice al Senato per costringere il governo laburista ad indire elezioni anticipate. A causa della sua oratoria arrogante e sopra le righe, Fraser è detestato dall'elettorato laburista ma diventa un eroe per i conservatori.

### La crisi costituzionale del 1975
Nel 1975 una serie di scandali colpiscono il governo laburista di Gough Whitlam e Fraser decide di sfruttare il momento favorevole spingendo il Senato a bocciare la legge finanziaria. A questo punto la prassi costituzionale prevede la convocazione di elezioni anticipate ma il governo, in virtù di un'interpretazione letterale della costituzione, si rifiuta di indirle. Fraser allora si rivolge direttamente al Governatore Generale Kerr, il quale dopo un'iniziale esitazione l'11 novembre 1975, con una decisione costituzionalmente controversa, revoca l'incarico al premier Whitlam e nomina al suo posto il capo dell'opposizione Fraser, il quale scioglie immediatamente il parlamento e convoca le elezioni anticipate.

## Primo ministro
A dispetto delle roventi polemiche che seguono la sua nomina a primo ministro, Fraser guida l'alleanza conservatrice, formata dal partito liberale e dal partito Agrario, ad una schiacciante vittoria elettorale, che è stata supportata dal forte sostegno dei media e particolarmente dai giornali del gruppo di Murdoch, il quale in passato aveva appoggiato il partito laburista. Nelle elezioni del 1977 la maggioranza conservatrice è stata riconfermata. Fraser smantella alcune delle riforme introdotte dal governo laburista, prima fra tutte l'assicurazione sanitaria universale. Inizialmente il suo governo ha mantenuto la stessa pressione fiscale e il medesimo livello di spesa pubblica del suo predecessore, ma in breve tempo incrementa questi due parametri. Fraser deve infatti mettere sotto controllo l'inflazione, che si era particolarmente accresciuta durante il governo Whitlam.
Ma Fraser non ha attuato il radicale programma conservatore temuto dai suoi avversari, frustrando i ministri della corrente thatcheriana, primo fra tutti il ministro del Tesoro John Howard. Gli exploit economici di Fraser si coniugano con l'aumento della disoccupazione, che ha raggiunto dei livelli record durante la sua amministrazione anche a causa degli effetti della crisi petrolifera del 1973.
Fraser, particolarmente attivo in politica estera, ha appoggiato la campagna del Commonwealth per l'abolizione dell'apartheid in Sudafrica e del governo della minoranza bianca in Rhodesia. Nel 1979 la Conferenza del Commonwealth, Fraser, insieme alla sua controparte nigeriana, ha convinto il nuovo primo ministro britannico Margaret Thatcher a non riconoscere l'assetto interno dello Zimbabwe Rhodesia. In seguito gli accordi di Lancaster House consentirono una pacifica transizione in Rhodesia che si è trasformata nell'attuale Zimbabwe guidato dall'ex ribelle Robert Mugabe. Durante il suo governo, l'Australia ha riconosciuto l'annessione di Timor Est all'Indonesia e nello stesso tempo ha garantito l'asilo a molti rifugiati timoresi.
Il governo Fraser è stato un forte sostenitore degli Stati Uniti d'America e ha appoggiato il boicottaggio dei Giochi olimpici di Mosca 1980.
Il governo australiano ha incrementato l'immigrazione asiatica ed ha appoggiato il multiculturalismo favorendo il multilinguismo in campo radiotelevisivo.

## Declino e caduta
Le elezioni del 1980 hanno visto assottigliamento della maggioranza conservatrice alla camera e la perdita del Senato. Fraser è convinto di poter sconfiggere il leader laburista Bill Hayden in un'eventuale elezione anticipata, ma nel 1982 l'economia australiana ha subito una grave recessione, e come se non bastasse la sua compagine è stata colpita da alcuni scandali. Un popolare ministro Andrew Peacock, si dimette dal governo e sfida la leadership di Fraser. Alla fine Fraser vince ma questa battaglia interna è stata per lui l'inizio della fine.
Alla fine del 1982 è notorio che l'ex capo del sindacato Bob Hawke, il quale era molto popolare, sta per sostituire Hayden alla guida del partito laburista. Fraser vuole indire le elezioni anticipate per sconfiggere Hayden prima che venga rimpiazzato da Hawk, ma uno scandalo sull'evasione fiscale e un attacco sul sistema sanitario bloccano il suo piano. Quando Fraser indice le elezioni Hawke conquista la guida dei laburisti e sconfigge Fraser alle elezioni del 1983.
Fraser si dimette immediatamente dal parlamento. Durante i 13 anni che i Liberali trascorrono all'opposizione incolpano Fraser per i loro problemi politici; questo astio provoca un progressivo allontanamento di Fraser dal suo vecchio partito. Il governo Hawke candidò senza successo Fraser alla guida del Commonwealth.

## Dopo il ritiro
Dopo il suo ritiro Fraser servì come presidente di vari organismi delle Nazioni Unite e lavorò con diverse organizzazioni caritatevoli.
Dopo il 1996 Fraser criticò il governo liberale di Howard, suo vecchio ministro del Tesoro, sulla politica estera ed in particolare il sostegno dato all'amministrazione Bush, temendo che danneggiasse le relazioni con le nazioni asiatiche. La sua campagna a favore dell'abolizione della monarchia in Australia e le elezioni del 2001, nei quali si è opposto alla politica del governo liberale in tema di diritto di asilo consumarono la rottura con il suo vecchio partito.
Inoltre diventò un buon amico dell'ex premier laburista Whitlam, suo vecchio avversario.
È scomparso nel 2015 all'età di 84 anni dopo una breve malattia.